# Савчук, Григорий Петрович
Григо́рий Петро́вич Савчу́к (11 января [24 января] 1902 год — 20 февраля 1983 года) — советский военачальник, полковник, участник Гражданской, советско-польской и Великой Отечественной войн. Герой Советского Союза (1943).
Военную карьеру начал в 1919 году, воюя на Украине против Махно и Тютюнника. После Гражданской войны обучался в ряде военных учебных заведений и занимал различные командные должности. С 1931 года переведён в войска ГПУ и до января 1942 года проходил службу в войсках НКВД по охране железнодорожных сооружений. В 1942 году сформировал и возглавил 272-й стрелковый полк внутренних войск НКВД, который под его командованием сыграл важную роль в сентябрьских боях за Сталинград. Впоследствии, командуя 288-й стрелковым полком РККА, отличился при форсировании Днепра и был удостоен звания Героя Советского Союза. Великую Отечественную войну завершил в Берлине на должности заместителя командира стрелкового корпуса. После войны руководил факультетом в Военном институте иностранных языков, а затем заведовал учебной частью в Академии внешней торговли. До самой смерти проживал в Москве.

## Биография

### Ранние годы
Григорий Петрович Савчук родился 24 января 1902 года в селе Комаров Ворновицкого района (ныне — Винницкий район) Подольской губернии Российской империи (ныне Винницкая область Украины). Украинец. Отец будущего героя Пётр Константинович Савчук родился в 1872 году в селе Комаров до революции работал на помещика, после революции получил землю в личное пользование, а в 1930 году вступил в колхоз. Во время Великой Отечественной войны был в оккупации. Мать — Савчук Александра Степановна (1880—1926) — родилась в том же селе и до революции так же работала на помещика. У Григория Петровича было три брата: Василий (род. 1904), Степан (род. 1907), Игнат (род. 1914). Все братья родились в Комарове.
Григорий Савчук в 1916 году, закончив два класса Вороновицкого начального училища, пошёл работать учеником слесаря на Степановский сахарный завод, располагавшийся в том же селе. В 1918 году окончил учёбу в училище.

### Участие в Гражданской войне и служба в войсках ОГПУ — НКВД СССР
С февраля 1919 года Г. П. Савчук в городе Тульчин начал службу в РККА. В Красной армии он принимал активное участие в Гражданской войне. По июнь 1920 года в звании красноармейца Савчук проходил службу в Тульчинской отдельной караульной роте, далее по апрель 1921 года ординарцем при штабе 24-й стрелковой дивизии, где принимал участие в борьбе с отрядами Махно, Ю. О. Тютюнника, а впоследствии и с белополяками. В 1920 году в боях западнее Киева был ранен. С апреля по октябрь 1921 года Григорий Петрович проходил обучение на 78-х Винницких пехотных курсах, после окончания которых был откомандирован на 15-е Киевские пехотные курсы в качестве младшего командира. С декабря 1921 по октябрь 1922 года Савчук был курсантом Киевской школы Червонных старшин. После слияния Киевской школы с Харьковской продолжил обучение в Харькове до августа 1925 года. В дальнейшем проходил службу на командных должностях 287-го стрелкового полка 96-й стрелковой дивизии, располагавшегося в Жмеринке: до 1928 года — командир пулемётного взвода; до 1930 года — командир пулемётной роты; до февраля 1931 — начальник штаба батальона. В 1926 году вступил в ВКП(б).
В феврале 1931 года Г. П. Савчук переведён в войска ГПУ на должность командира зенитного дивизиона 2-го полка ГПУ (станция Культук). В этом же году он окончил курсы «Выстрел». В марте 1934 года назначен на должность помощника начальника штаба 67-го железнодорожного полка (Иркутск), а с августа по декабрь 1936 года служил в этом же полку начальником штаба. С января 1937 года по октябрь 1938 года Григорий Петрович проходил обучение в Высшей пограничной школе войск НКВД в Москве. По окончании учёбы был направлен в Биробиджан на должность начальника штаба 63-го полка войск НКВД по охране железнодорожных сооружений. А с июля 1940 года по январь 1942 года командовал 69-м полком НКВД, дислоцировавшимся на станции Коганович Забайкальской железной дороги.

### Великая Отечественная война
В январе 1942 года возглавил вновь формируемый 272-й стрелковый полк внутренних войск НКВД, вошедший в 10-ю стрелковую дивизию внутренних войск НКВД. Формирование полка проходило в Иркутске.

#### Сталинградская битва
Приказом командира дивизии полковника А. А. Сараева № 002, от 9 апреля 1942 года, местом дислокации 272-го стрелкового полка стал город Сталинград (штаб в пожарном депо 1-й пожарной части), при этом 3-й стрелковый батальон должен был дислоцироваться в посёлке Шишикин Качалинского района Сталинградской области.
До 24 августа полк нёс службу охраны тыла 64-й и 62-й армий и поддержания правопорядка в Сталинграде. 24 августа 1942 года 272-й полк (без 1-й и 3-й роты 1-го стрелкового батальона) занял рубеж обороны Опытная станция — высота 146,1 — высота 53,3 — высота 147,5. 1-я и 3-я роты 1-го стрелкового батальона несли службу заграждения. По итогам этой службы в период с 28 августа по 7 сентября были задержаны и переданы в органы военной контрразведки и милиции 1935 человек. К этому моменту в полку насчитывалось 1498 человек.
В первых числах сентября 71-я и 295-я мотопехотная дивизии вермахта при поддержке 24-й танковой дивизии вели активное наступление с рубежа Цыбенко — Гавриловка в направлении Ежовка, Опытная станция, река Пионерка. В сложившейся обстановке 272-й стрелковый полк оказался на острие удара наступающего противника. С 3 сентября полк Савчука вступил в бой с противником. Е. Г. Коленская так описывала эти события: «3 сентября началось активное наступление немцев. Наши солдаты отбивали по 10-12 атак в сутки. Это был кромешный ад. Огромное количество раненых и на поле боя, и в овраге. Нередко целыми сутками бойцы сражались без воды и пищи…». Напряжение боёв было таково, что командир полка сам шесть раз водил в атаку бойцов. 7 сентября 272-й полк сдал позицию 914-му полку 244-й стрелковой дивизии. В период с 7 по 14 сентября 272-й полк был переведён на тыловой рубеж обороны на участке от посёлка завода «Красный Октябрь» до высоты 112,7. В ночь на 14 сентября был поручен приказ срочно переместиться в район Аэродромного посёлка, где накануне противник смог прорвать позиции 269-го стрелкового полка внутренних войск НКВД. 272-й полк занял участок на стыке 269-го и 271-го стрелковых полков НКВД и в 3:30 14 сентября перешёл в наступление. Общей целью контратаки были разъезд Разгуляевка, высота 153,7 и больница. В атаке кроме полков НКВД участвовал сводный полк 399-й стрелковой дивизии и уцелевшие танки 6-й танковой бригады. Непосредственно 272-му полку была поставлена цель атаковать от высоты 112,5 в направлении высот 126,3 и 144,3 (южнее разъезда Разгуляевка). На участке соседней 38-й мотострелковой бригады противник смог прорваться и вошёл на улицы Сталинграда в центральной части города. До вечера 15 сентября 2-й и 3-й стрелковые батальоны чекистов контратаковали противника и смогли восстановить положение на участке обороны полка. В этот день в строю оставалось 210 человек, а сам полк практически оказался в окружении. 16 сентября майор Г. П. Савчук смог вывести свой полк (115 человек) из окружения на рубеж железнодорожный мост через реку Пионерка — железнодорожный вокзал Сталинград-I, где в составе трёх батальонов сражался до 26 сентября. 19 сентября майор Г. П. Савчук получил ранение в руку и ногу, но он покинул свой пост только 20 сентября по прямому приказу командира дивизии полковника А. А. Сараева. В результате тяжёлых боёв с противником 272-й полк под командованием майора Г. П. Савчука понёс тяжелейшие потери, но сохранил боеспособность и ни разу не оставил позиции без приказа. За бои в Сталинграде командир 10-й стрелковой дивизии внутренних войск НКВД полковник А. А. Сараев представил Григория Петровича к ордену Ленина, но в результате он был награждён орденом Красного Знамени.

#### Командир 288-го стрелкового полка
В феврале 1943 года, после лечения в госпитале, Григорий Петрович был назначен на должность командира 288-го Сталинградского стрелкового полка 181-й стрелковой дивизии (так стала именоваться 10-я стрелковая дивизия внутренних войск НКВД после переформирования по штатам РККА и включения в Красную армию). Под его командованием полк принимал участие в наступательной фазе Курской битвы, Черниговско—Припятской наступательной операции и Битве за Днепр.
23 марта 1943 года 288-й полк получил приказ преградить путь противнику в районе дороги Севск — Дмитровск. Подполковник Г. П. Савчук смог организовать оборону полка и с малыми потерями остановил немецкие части в районе населённых пунктов Фарыгино — Юшино, а затем отбросил на три километра. 13 июля 1943 года 288-й полк был переведён на направление наступления, 15 июля прорвал оборону противника и 16 завершил прорыв на всю глубину. Всего с 15 по 19 июля, когда Григорий Петрович был тяжело ранен, полк под руководством Савчука сумел продвинуться на 15 километров. За успешные боевые действия в эти четыре дня подполковник Г. П. Савчук был представлен к ордену Красного Знамени, но в итоге был награждён орденом Отечественной войны I степени.
31 августа 288 полк был выведен с передовой. Одновременно с передислокацией Григорий Петрович смог организовать принятие пополнений, переформирование полка и сколачивание подразделений. А 19 сентября полк под руководством Савчука форсировал Десну, при этом командир полка так организовал форсирование что полк не понёс потерь ни в личном составе, ни в технике. Закрепившись на плацдарме Савчук повёл полк в наступление. В результате полку удалось перерезать дорогу Чернигов — Остёр, выйти на окраины Чернигова и создать угрозу окружения черниговской группировки противника. В целом успешные действия подполковника Г. П. Савчука обеспечили успех 181-й стрелковой дивизии. При ночном штурме Чернигова полк понёс потери всего 10 человек. За боевые успехи Григорий Петрович был представлен к ордену Отечественной войны I степени, но командование наградило его орденом Красного Знамени.

#### Подвиг
В ночь с 25 на 26 сентября его полк смог первым форсировать Днепр и закрепиться на плацдарме в районе населённого пункта Берёзки Брагинского района Гомельской области Белоруссии. Именно успех 288-го полка позволил 181-й дивизии добиться успеха при форсировании Днепра. За эти боевые успехи (в том числе и за бои в Сталинграде) подполковник Г. П. Савчук 4 октября 1943 года был представлен к званию Герой Советского Союза, а всего через двенадцать дней Президиум Верховного Совета СССР утвердил это представление.

#### Конец войны
С декабря 1943 по январь 1944 года Григорий Петрович находился в госпитале в Москве. С января по июле 1944 года проходил службу на должности заместителя начальника Подольского военного пехотного училища, находившегося в этот период в Иваново в эвакуации.
С 4 августа 1944 по 17 февраля 1945 полковник Савчук командовал 222-й стрелковой дивизией. За время его командования дивизия участвовала в оборонительных боях в Восточной Пруссии, а затем была отведена на переформирование. В октябре 1944 года дивизия была переброшена в Польшу, юго-восточнее Белостока, где принимала участие в Висло-Одерской наступательной операции наступая с Пулавского плацдарма в направлении Шидловец, Опочно, Томашув-Мазовецки и Калиш. 23 января 1945 года дивизия Савчука участвовала в освобождении Калиша и вышла к Одеру, южнее Франкфурта-на-Одере, а в ночь на 3 февраля успешно форсировала реку. С марта по апрель находился на должности заместителя командира 16-го стрелкового корпуса, с апреля по май 1945 был заместителем командира 29-го гвардейского стрелкового корпуса по строевой части и в этой должности участвовал во взятии Берлина. Во время Берлинской наступательной операции с 25 апреля по 3 мая был представителем штаба корпуса при 74-й гвардейской дивизии. За отличия проявленные при взятии Берлина Григорий Петрович был награждён орденом Красного Знамени.

### После войны
После окончания войны до марта 1946 года продолжал службу заместителем командира 29 гвардейского стрелкового корпуса (в Группе советских оккупационных войск в Германии). В 1947 году окончил курсы усовершенствования командиров стрелковых дивизий при Военной академии имени М. В. Фрунзе. В 1947—1956 годах работал начальником 1-го факультета Военного института иностранных языков. Выпускник 1-го факультета 1954 года Г. А. Мкртчян отозвался о Г. П. Савчуке, как об «исключительно энергичном и опытном руководителе».
В октябре 1956 года полковник Г. П. Савчук был уволен в запас. В дальнейшем с 1957 года по 1979 год работал заведующим учебной частью во Всесоюзной академии внешней торговли, а с 1979 года, там же, начальником штаба Гражданской обороны.
После возвращения из Германии и до самой смерти Григорий Петрович проживал в Москве. Умер 20 февраля 1983 года и был похоронен на Востряковском кладбище Москвы.

## Награды
- Звание Герой Советского Союза и Медаль «Золотая Звезда»[1] (16 октября 1943[6]).
- Два ордена Ленина[1] (16 октября 1943[6], 21 февраля 1945[4]).
- Пять орденов Красного Знамени[1] (25 октября 1942[12], 28 сентября 1943[7], 3 ноября 1944, 30 июня 1945[20], 1950-е[4]).
- Орден Отечественной войны I-й степени[1] (13 сентября 1943[4][17]).
- Орден Красной Звезды[4][1].
- Медали:
  - медаль «За отвагу» (28 октября 1967[4]);
  - медаль «XX лет Рабоче-Крестьянской Красной Армии»[12] (1938 год[7]);
  - медаль «За оборону Сталинграда»[20];
  - медаль «За взятие Берлина»[23];
  - медаль «За освобождение Варшавы»[23];
  - медаль «За победу над Германией в Великой Отечественной войне»[23];
  - юбилейные медали[23].

## Комментарии
1. ↑  улица Коммунистическая дом 5: 48°42′35″ с. ш. 44°30′36″ в. д.HGЯO
2. ↑  Высота 146,1: 48°43′35″ с. ш. 44°23′52″ в. д.HGЯO
3. ↑  Высота 53,3: 48°42′51″ с. ш. 44°23′40″ в. д.HGЯO
4. ↑  Высота 147,5: 48°42′01″ с. ш. 44°25′13″ в. д.HGЯO
5. ↑  Ныне несуществующий (затопленный во время строительства Волго-Донского канала) населённый пункт Цыбенко: 48°35′31″ с. ш. 44°08′52″ в. д.HGЯO
6. ↑  Ныне несуществующий (затопленный во время строительства Волго-Донского канала) населённый пункт Гавриловка: 48°31′10″ с. ш. 44°10′19″ в. д.HGЯO